# Kathleen Ollerenshaw

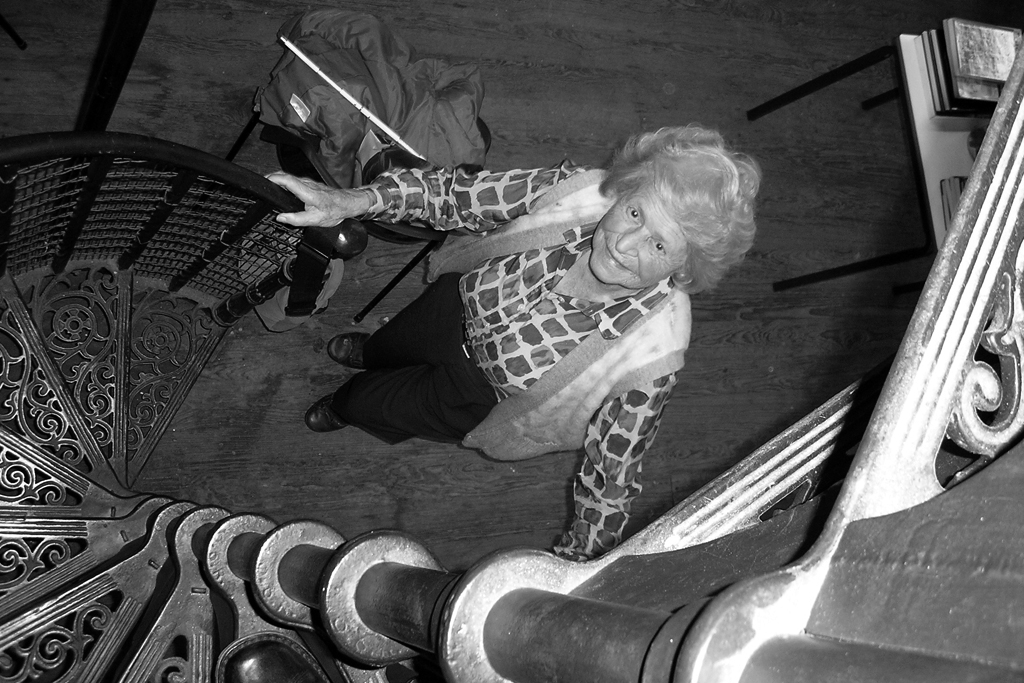
Zdjęcie Kathleen z 2007 roku

Kathleen Mary Ollerenshaw, z domu Timpson (ur. 1 października 1912 w Manchesterze, zm. 10 sierpnia 2014 w Didsbury) – brytyjska matematyk i polityk.

## Życiorys
Urodziła się w roku 1912 w Withington, na przedmieściach Manchesteru. Była głucha od ósmego roku życia. Jako młoda kobieta uczęszczała do St Leonards School w St Andrews w Szkocji. W wieku 19 lat rozpoczęła studia matematyczne. W 1945 roku uzyskała doktorat na uczelni w Bostonie. Napisała 5 prac badawczych.
Podczas studiów zaręczyła się z pułkownikiem Robertem Ollerenshawem, który był pionierem medycyny. Pobrali się w 1939 roku. Po zakończeniu II wojny światowej przeniosła się do Manchesteru, gdzie pracowała jako wykładowca na Wydziale Matematyki tamtejszego uniwersytetu.

## Działalność polityczna
Służyła jako radca w Partii Konserwatywnej przez 26 lat (1956–1981). Była doradcą do spraw programowych w rządzie Margaret Thatcher.

## Osiągnięcia
Wydała co najmniej 26 prac matematycznych. Coroczny wykład na Uniwersytecie w Manchesterze jest nazwany na jej cześć. Była honorowym członkiem Towarzystwa Astronomicznego. Jej imię nosi uniwersyteckie obserwatorium astronomiczne w Lancasterze.

### Wybrane prace naukowe
- Dame Kathleen Ollerenshaw: To Talk of Many Things: an autobiography, Manchester Univ. Press, 2004, ISBN 0-7190-6987-4
- Kathleen Ollerenshaw, David S. Brée: Most-perfect Pandiagonal Magic Squares: their construction and enumeration, Southend-on-Sea: Institute of Mathematics and its Applications, 1998, s. 186, ISBN 0-905091-06-X
- Kathleen Ollerenshaw, Herman Bondi: Magic Squares of Order Four, Scholium Intl, 1983, ISBN 0-85403-201-0
- Kathleen Ollerenshaw: First Citizen, Hart-Davis, MacGibbon, 1977, ISBN 0-246-10976-9
- Kathleen Mary Ollerenshaw, David S. Brée: Mathematics Today, 1998, vol. 34, ISSN 1361-2042:
  - "Pandiagonal magic-squares from mixed auxiliary squares", s. 105-118
  - "Most-perfect pandiagonal magic squares", s. 139–143